# پیشگام زیستی
پیشگام زیستی (به انگلیسی: Bioneer) (از ریشه: "biological pioneer") یک نوواژه است که توسط فیلم‌ساز، نویسنده و کنشگر محیط زیستی کنی اوسوبل ابداع شده‌است. به گفته اوتنه ریدر، یک پیشگام زیستی، یک مخترع زیست‌محیطی است که مجموعه‌ای ظریف و اغلب ساده از راه‌حل‌ها برای معماهای محیطی دارد. همان‌طور که توسط اوسوبل ابداع شد، این اصطلاح افراد و گروه‌هایی را توصیف می‌کند که در رشته‌های مختلف کار می‌کنند که راه‌حل‌های خلاقانه‌ای برای مشکلات محیطی و اجتماعی-فرهنگی مختلف ایجاد کرده‌اند که ریشه در ارزش‌های اصلی مشترک دارد، از جمله کل سیستم، تفکر (پیش‌بینی‌کننده)، دیدگاهی از زندگی به عنوان وابسته به یکدیگر و کمک‌های متقابل پایدار.